# Berakua
Berakua é uma cidade de Dominica localizada na paróquia de Saint Patrick.